# Скобцов, Иван Михайлович
Иван Миха́йлович Скобцо́в (также Скопцов) (28 октября [15 октября] 1900, село Паньжа, Пензенская губерния — 24 ноября 1983, Москва) — русский оперный певец, бас-баритон. Заслуженный деятель искусств РСФСР (1976), Заслуженный артист Мордовской АССР (1955).

## Биография
Дочь певца, известный музыковед Ольга Доброхотова рассказывала, что в крестьянской семье, откуда он родом, все мужчины обладали прекрасными сильными голосами, а когда запевал её дед — могучий бас, то дрожали стёкла в окнах, и домочадцы спешили вынести за дверь кошку, чтобы она не оглохла.
Занимался в Пензенской народной консерватории. А. В. Касторский и Ф. П. Вазерский дали ему рекомендацию в Московскую консерваторию, которую Иван Михайлович Скобцов окончил в 1924 году.
С 1930 по 1958 годы являлся солистом Большого театра, исполнял партии скомороха Дуды и Григория Грязного в операх Н. А. Римского-Корсакова «Садко» и «Царская невеста», Троекурова в опере Э. Ф. Направника «Дубровский», гудошника Скулы в опере А. П. Бородина «Князь Игорь», Фигаро в «Севильском цирюльнике» Дж. Россини.
Известен как концертный исполнитель, в чьи программы входили романсы и русские народные песни. В мае 1940 года участвовал вместе с пензенским артистами в сценах из оперы П. И. Чайковского «Пиковая дама», приезжал в Пензу в 1948, 1952, 1963 годах. В 1952 году исполнил центральную партию в опере М. П. Мусоргского «Борис Годунов», поставленной в Пензе.
Умер в 1983 г. Похоронен в родном селе.

## Награды и признание
- Орден «Знак Почёта» (27 мая 1951)[7][4]
- Почётный гражданин города Пензы (1965)
- Юбилейная медаль «За доблестный труд. В ознаменование 100-летия со дня рождения Владимира Ильича Ленина»
- Заслуженный деятель искусств РСФСР (1976)
- Медаль «Ветеран труда»